# Jean-Paul Mauric
Jean-Paul Mauric (ur. 17 czerwca 1933 w Hyères, zm. 5 stycznia 1971 w Marsylii) – francuski piosenkarz i autor tekstów.

## Kariera muzyczna
Ukończył studia muzyczne w tulońskim konserwatorium. Laureat konkursu dla młodych talentów, organizowanego przez Théâtre Marigny w Paryżu w 1957 roku, na którym zaprezentował utwór „Le pianiste de Varsovie” z repertuaru Gilberta Bécaud.
18 lutego 1961 roku wygrał francuskie preselekcje do Konkursu Piosenki Eurowizji, pokonując tym samym w eliminacjach Bernarda Stephane oraz Isabelle Aubret. Miesiąc później reprezentował Francję na 6. Konkursie Piosenki Eurowizji z utworem „Printemps, avril carillonne”, występując z 9. pozycji startowej i zajmując w finałowym koncercie 4. miejsce z liczbą 13 punktów. Utwór został skomponowany przez Francisa Baxtera, zaś jego tekst napisał Guy Favereau.
W 1958 roku nagrał swój debiutancki album zatytułowany On m’a dit, zawierający utwory „Toi, moi, nous”, „Ami, où t’en vas-tu?”, „Parcqu’en valsant” oraz tytułowy przebój. Łącznie wydał w swojej karierze czternaście albumów EP, ostatni w 1962 roku.
Koncertował do 1970 roku. W grudniu tego roku wykryto u niego kardiomiopatię, która była bezpośrednią przyczyną śmierci wokalisty. Zmarł 5 stycznia 1971 roku w szpitalu w Marsylii. Miał żonę i dwójkę dzieci.
W 1992 roku, decyzją Rady Miasta La Crau i burmistrza, nowe centrum kultury w mieście nazwano imieniem wokalisty.